# 新島善直

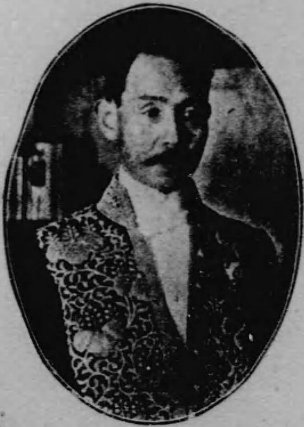
新島善直

新島 善直（にいじま よしなお、1871年9月7日（明治4年7月23日） - 1943年（昭和18年）2月7日）は日本の林学者。北海道帝国大学教授。
幕府直参の新島善之の長男として東京府小石川に生まれた。中村正直の同人社に学び、1888年に駒場の農科大学予科に入学し、1889年赤坂日本基督教会でヒュー・ワデルから洗礼を受ける。帝国大学農科大学では林学を専攻し、1896年に卒業した後も助手として残る。
1899年札幌農学校に森林科が設置されると教授として招聘される。1905年からドイツのギーセン大学で造林学、森林学を学び学位を取得する。1908年エルネスチーネ・エーメル（日本名：栄子）と結婚し帰国する。1909年、林学博士を取得。
帰国後、北海道帝国大学農科大学林学科の初代教授として1934年まで務め、造林学、森林保護学、森林美学などを教えた。また、北海道の森林保護に尽力した。
また、札幌北一条教会の長老として林竹治郎らと共に教会を支えた。北大を退任後に北星女学校(北星学園)8代校長(1934.8.1∼ 1941.3.24)として女子教育に従事する。
1943年2月7日、胃潰瘍のため死去。

## 栄典
- 1911年（明治44年）6月28日 - 勲六等瑞宝章[4]
- 1926年（大正15年）8月26日 - 勲二等瑞宝章[4]
- 1934年（昭和9年）5月2日 - 正三位[5]